# Cheneil

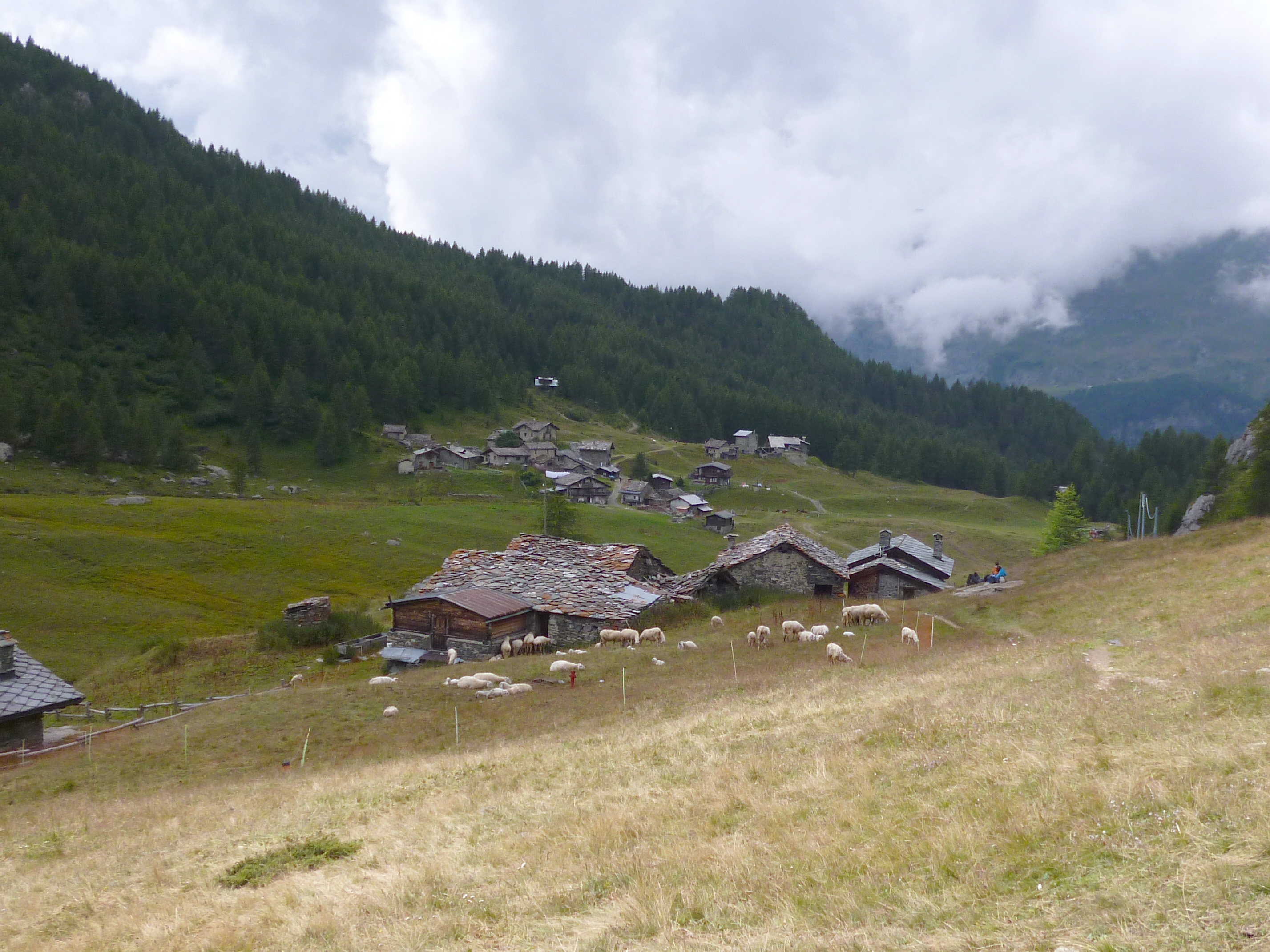
Cheneil von Nordwesten gesehen

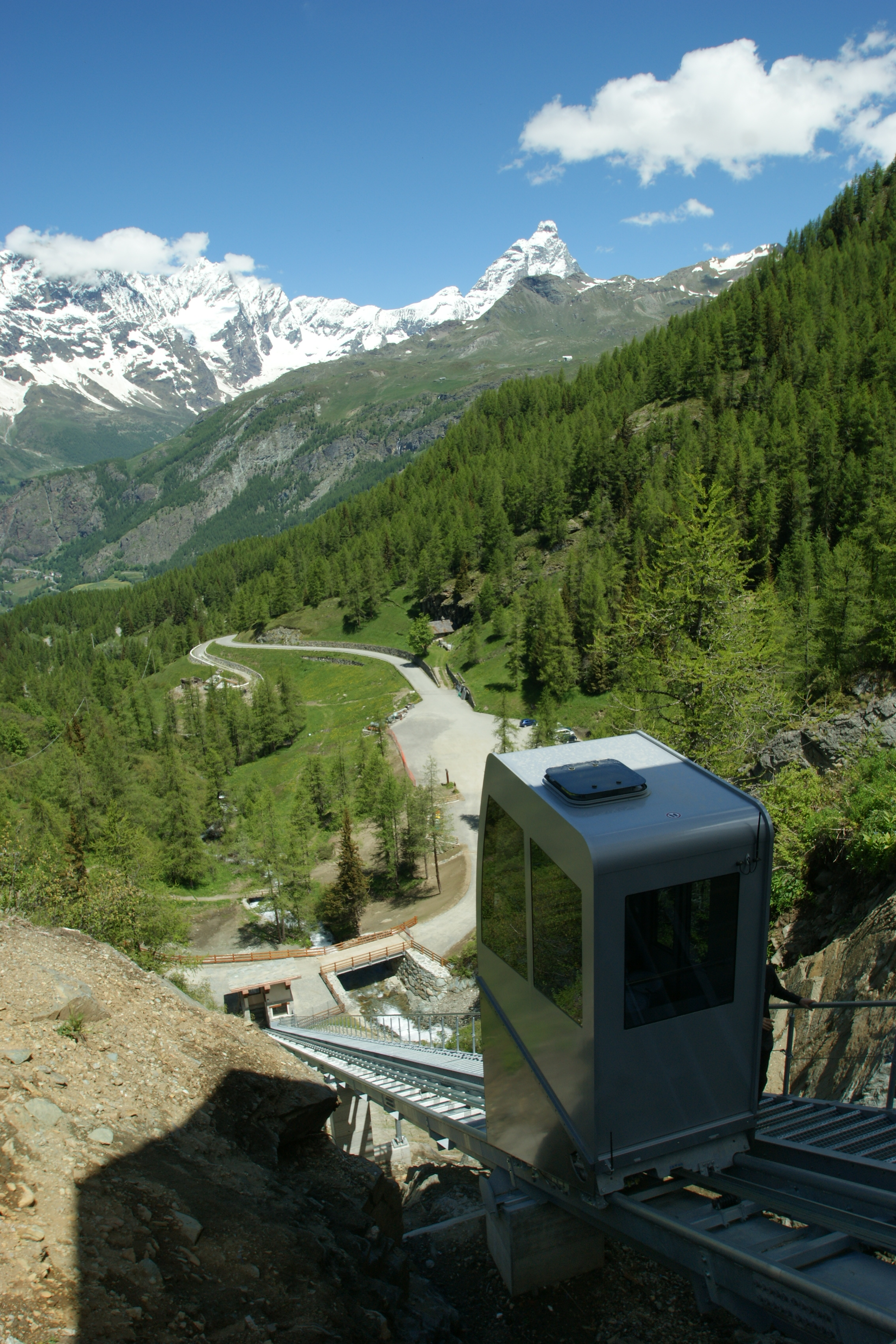
Schrägaufzug Cheneil mit Blick auf den Monte Cervino (Matterhorn)

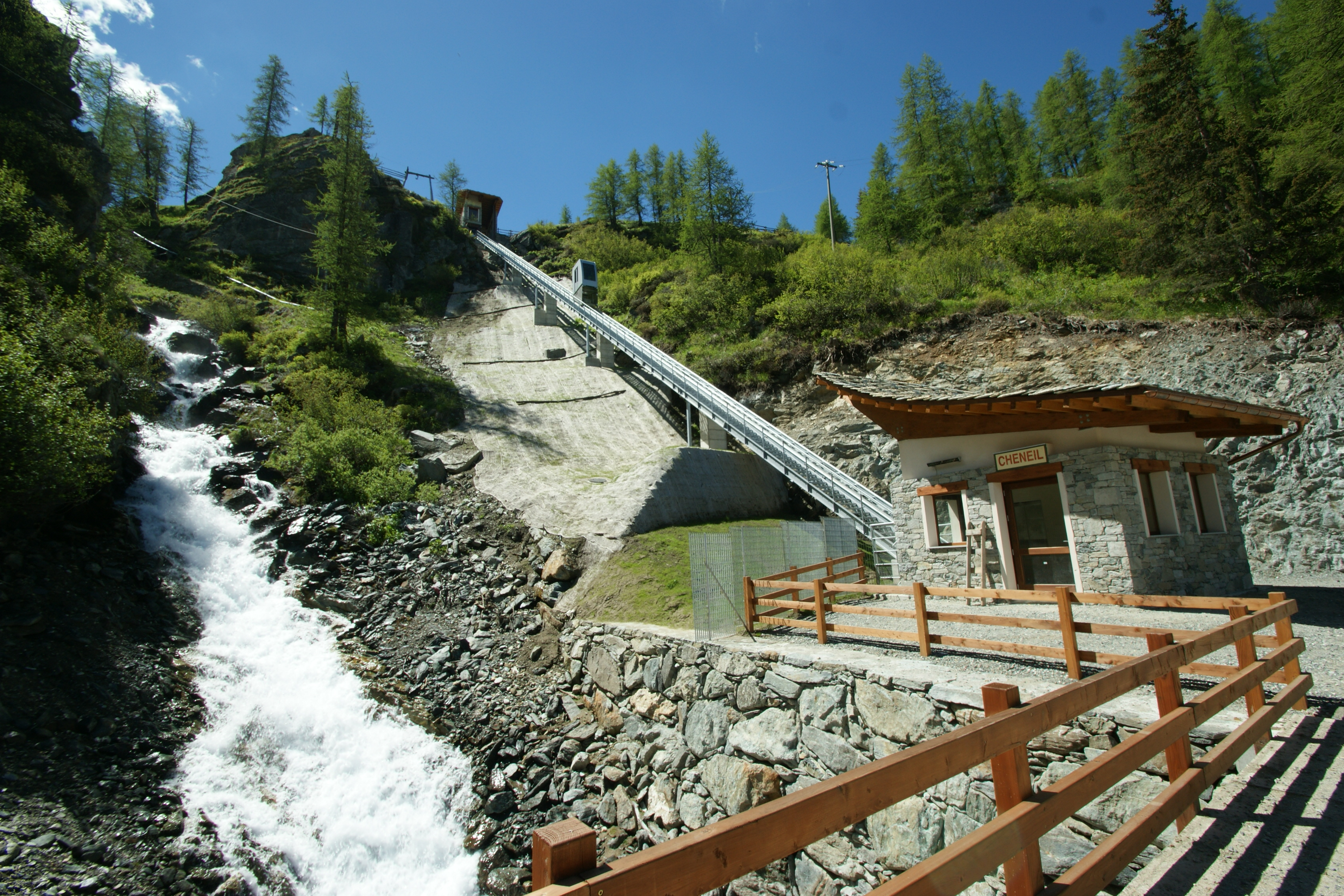
Schrägaufzug zum Plateau Cheneil

Cheneil ist ein Ortsteil der Gemeinde Valtournenche im Aostatal.
Er befindet sich auf 2105 m ü. M. auf einem kleinen Plateau am Fuße eines Tals, das von den Bergen Grand und Petit Tournalin, von Monte Roisetta, von Becca Trecare und von Becca d’Aran beherrscht wird. Im Süden erhebt sich der Col Clavalité.
Es ist einer der wenigen Weiler im Aostatal, die nicht mit dem Auto erreichbar sind. Um Besuchern den Zugang zu  erleichtern, wurde 2016 ein Schrägaufzug errichtet, der vom Parkplatz zum Plateau führt. Er hat eine Länge von 97,9 m und überwindet eine Höhendifferenz von 53,9 m.